# História do Usbequistão

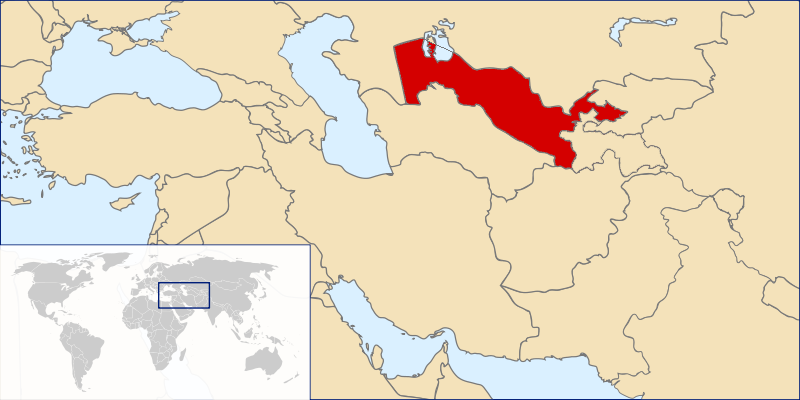
Localização do Usbequistão

O Usbequistão (em usbeque: Oʻzbekiston; Ўзбекистон) é um país sem costa marítima situado na Ásia Central, com 448 978 km² de área, que na sua forma geopolítica atual existe desde 1924, quando foi criada a República Socialista Soviética Usbequistanesa, ou, considerando a independência total, desde 1991, quando se separou da União Soviética, mantendo as fronteiras da república soviética extinta. Não obstante a sua juventude em termos políticos, tem uma história rica, com mais de dois mil anos, pois o seu território foi conquistado e perdido por diversas grandes potências de diferentes épocas, que em muitos casos ali se confrontaram, onde floresceram e desapareceram dinastias e impérios, quer dirigidos por etnias locais quer por etnias de origem externa. O território do atual Usbequistão conheceu numerosas fronteiras e grandes migrações de povos que em muitos casos modificaram a sua composição étnica, linguística e religiosa.
O país situa-se no coração da Ásia Central entre estepes, desertos e montanhas, no cruzamento de grandes rotas históricas de comunicação e de comércio, nomeadamente as que ligaram a o Mediterrâneo à China e a Ásia Meridional, como a Rota da Seda. Os usbeques étnicos, de língua turcomana, são descendentes de um dos últimos povos que imigraram para a região e não constituem mais do que 80% da população do país, quanto muito, e há populações significativas de usbeques étnicos noutros países. Na atualidade, o país é o mais populoso da região,[carece de fontes?] com mais de 33,5 milhões de habitantes em 2020 (densidade: 74,9 hab./km²).

## Pré-história
Há estudos genéticos que mostram que os primeiros humanos chegaram ao território do Usbequistão há aproximadamente 40 ou 50 mil anos, o que significa que é uma das regiões do mundo povoadas há mais tempo. Porém, as provas arqueológicas dessa presença humana primitiva é fragmentada , ao contrário do que acontece, por exemplo, em regiões da África e da Austrália. Há estudos que identificam a região com o local de origem das populações que mais tarde habitaram a Europa, a Sibéria e a América do Norte. A região é também considerada o local de origem das línguas indo-europeias.

## Idade do Bronze
Entre 2 200 e 1 700 a.C. existiu um civilização da Idade do Bronze bastante avançada no sul do Usbequistão e no Turquemenistão (que fica imediatamente a sul e sudoeste do Usbequistão), conhecida como civilização báctrio-margiana ou civilização do Oxo. Esta civilização tinha relações com a do vale do Indo e era composta por uma mistura de povos autóctones não indo-europeus, atualmente completamente desaparecidos, e de indo-arianos vindos do Cazaquistão ocidental. Sítios arqueológicos como o de Jarcutã (no extremo sudeste do Usbequistão, junto à fronteira com o Afeganistão) ou Molali Tepe revelam a existência dum modo de vida já urbano, com prática de irrigação para o cultivo de trigo e cevada. Até agora não foi descoberto qualquer vestígio de escrita. A partir de 1 700 a.C. os indo-arianos começaram a migrar para a Índia e foram substituídos no território usbequistanês por tribos de pastores nómadas iranianos, como os soguedianos, que se sedentarizaram.
Conhece-se também outra cultura, chamada de Tazabagíabe, surgida cerca de 1 500 a.C. perto da Corásmia, a sul do mar de Aral, de onde é possível que os iranianos do Turquestão ocidental possam ter vindo. Esta cultura reuniu elementos das da cultura de Srubnaia e duma cultura de Andronovo que se estendia de oeste para leste desde os montes Urais até ao lago Baical e a sul até ao rio Sir Dária (Jaxartes). A cultura de Andronovo foi a primeira a ter carros de guerra de duas rodas (bigas); os seus habitantes viviam em aldeias, cultivavam a terra, criavam animais e eram exímios no fabrico de armas e utensílios de bronze.

## Persas, gregos e nómadas

### Báctria, Soguediana e Império Aqueménida
Os dois principais povos iranianos do Usbequistão foram os soguedianos, centrados na região de Samarcanda e Bucara, e os bactrianos, mais a sul, entre o norte do Afeganistão e o sul do Usbequistão. Os indianos chamavam Bahlikâ à Báctria e os chineses Daxia. A capital da Báctria era Balque (Balkh, antiga Bactro, no atual Afeganistão).[carece de fontes?] A cidade de Samarcanda (em grego: Maracanda) foi fundada pelos soguedianos, provavelmente em meados do I milénio a.C., ou um pouco antes, no século VII a.C.. Nem os soguedianos nem os bactrianos constituíram estados unificados — os seus territórios eram divididos em principados centrados em volta de cidades. O zoroastrismo, uma religião puramente iraniana, pode ter surgido na Báctria. O Avestá, o texto sagrado zoroastrista, menciona Sughda- ("os soguedianos" ou "Soguediana"), mas a sua datação é complicada; em todo o caso remonta aos primeiros tempos da Antiguidade. Aparentemente, os soguedianos foram citas ou sacas sedentarizados.
Mais a norte, em redor do mar de Aral, habitavam a tribos nómadas de sacas, aparentadas com os citas, e de masságetas, completamente iranianos. Estes últimos eram guerreiros destemidos que, durante o reinado da rainha Tómiris, mataram o xá aqueménida Ciro, o Grande. À semelhança do que acontecia na sociedades soguediana e bactriana, as mulheres desempenhavam um papel importante na sociedades masságeta.
Os habitantes da Báctria e da Soguediana, bem como os da Corásmia (Khorezm ou Kwarezm), seus vizinhos a noroeste, foram maioritariamente agricultores que tinham um elevado domínio das técnicas de irrigação que usavam nos vales do Sir Dária, Amu Dária e Zarafexã. Estavam agrupados em comunidades de dimensões importantes, que trabalhavam metais e praticavam comércio. O nomadismo ocorria sobretudo nas regiões desérticas ou montanhosas.
A cidade de Afrassíabe, atualmente um subúrbio de Samarcanda, foi fundada entre os século VII e VI a.C.. No museu do seu sítio arqueológico conservam-se as peças de xadrez mais antigas que se conhecem no mundo. As pinturas murais de Afrassíabe são célebres e a cidade é considerada um dos dos locais de origem da língua persa moderna. Na obra Xanamé ("Épica de Reis"), uma coleção de poemas épicos persas de Ferdusi (940–1020), o personagem Afrassíabe é o fundador lendário da cidade e rei de todos os turanos, antepassados dos heftalitas e possivelmente também dos caracânidas
Entre 545 e 540 a.C., Ciro II, o monarca persa que fundou o império persa aqueménida, conquistou a Ásia Central e anexou a Báctria, a Soguediana e a Corásmia como províncias do seu império (a XI, XV e XVI satrapias, respetivamente).

### Alexandre, o Grande e os selêucidas
Alexandre, o Grande conquistou a Soguediana e a Báctria em 327 a.C. ou , durante a sua campanha contra Dario III, e pôs fim à dinastia dos aqueménidas. Dois anos depois fundou uma cidade na margem direita do rio Oxo (Amu Dária), a que deu o nome de Tármita (Θέρμις; ou Tirmidh, possivelmente uma deformação do nome do rei greco-báctrio Demétrio), atualmente Termez, a cidade de mais meridional do Usbequistão. O conquistador macedónio usou Maracanda (Samarcanda) entre 329 e 327 a.C. como base das suas expedições militares na região e é possível que as suas famosas festas tenham ocorrido no que é hoje Afrassíabe. Uma dessas expedições foi a tomada da fortaleza conhecida como Rochedo Soguediano (ou Rochedo de Ariamazes, o nome do governador da fortaleza), até então considerada inexpugnável, para onde o líder local soguediano Oxiartes tinha enviado a sua esposa e filhas e onde muitos locais se tinham refugiado. Antes do ataque, Alexandre ofereceu uma capitulação honrosa e segura aos sitiados, o que estes recusaram por considerarem impossível tomar a fortaleza, ainda para mais com a neve espessa que cobria as suas escarpas. Depois da conquista da fortaleza, Alexandre apaixonou-se imediatamente por Roxana, filha de Oxiartes, descrita como a mulher mais atraente jamais vista à exceção da esposa de Dario, com quem se casou.
O casamento de Alexandre contribuiu fortemente para acabar com a feroz resistência popular em Soguediana, liderada por Espitamenes, que fez interromper a progressão do exército gregos, ao passo que a conquista da Báctria foi relativamente fácil. O casamento foi também o prelúdio das bodas de Susa, nas quais 10 000 gregos se casaram com 10 000, em 324 a.C. Depois de se casar e antes de empreender a campanha da Índia, Alexandre deixou o seu quartel-general em Maracanda para conquistar a cidadela que existia onde é atualmente Tasquente, a sul da qual, na margem do Jaxartes (rio Sir Dária), ele ordenou a construção duma cidade-entreposto e fortaleza que batizou Alexandria Escate ("Alexandria Extrema", a atual Cujanda, no Tajiquistão).
Após a morte de Alexandre em 323 a.C., o reinado na parte nordeste do seu império, que ficou conhecida como Transoxiana ("terra além do Oxo"), ficou sob o controlo do seu general Seleuco Nicátor, fundador da dinastia selêucida. Durante o seu reinado, a Báctria registou uma imigração massiva de gregos exilados e de helenizados muito superior à de qualquer outra região conquistada por Alexandre.
Durante o reinado de Seleuco II Calínico (r. 265–226) os selêucidas não conseguiram manter o controlo das suas possessões orientais, devido à atenção que os problemas que tinham na Síria requeriam. Foi neste contexto que, sem grande esforço, Diódoto I fundou o Reino Greco-Báctrio em 250 a.C., centrado na Báctria. Durante o reinado de Eutidemo I (c. 223–200 ou 195), o segundo sucessor de Diódoto I, o monarca selêucida Antíoco III Magno tentou recuperar a posse da Báctria, sem sucesso, acabando por reconhecer a independência do reino de Eutidemo. Este período foi marcado um desenvolvimento urbano significativo e pelo apogeu do sincretismo greco-oriental.
O Império Selêucida extinguiu-se definitivamente em 64 a.C., quando reinava Antíoco XIII Asiático, quando os que restava do império, em tempos o maior dos reinos helenísticos, foi anexado por Roma.

### Invasões de nómadas e criação da Rota da Seda
Entre o século I a.C. e século II d.C., o território do Reino Greco-Báctrio foi invadido por povos nómadas vindos da China chamados iuechis (yuezhi) e sacas (ou citas). O centro do reino foi então movido para sudeste, tornando-se o Reino Indo-Grego cerca de 190 ou 180 a.C. Em 115 d.C., o Império Parta ocupou a parte ocidental da Báctria (atualmente entre o Usbequistão e o Turquemenistão), substituindo ali os sacas, que entretanto tinha migrado para sul, para o atual Afeganistão. O controlo dessa região foi partilhada entre os partas e os iuechis, que a partir de 126 a.C. o controlo de toda a região.
Nessa época, o sincretismo religioso, cimentado pelos partas, evoluiu gradualmente para o monoteísmo e a noção de religião universal difundiu-se entre os povos do território atual do Usbequistão. Graças à influência dos sacerdotes (magos), o zoroastrismo tornou-se a religião oficial do Império Sassânida, que sucedeu ao Império Parta em 224 d.C.
Mais a leste, o Império Cuchana foi formado a partir de vários principados distintos governados pela tribo iuechi dos cuchanas, no início do 1.º milénio d.C., mais de cem anos depois do Reino Indo-Grego. A Bactriana e parte da Soguediana e da Corásmia foram gradualmente ocupados pelo Império Cuchana entre 105 e 250. Durante vários séculos, a civilização cuchana esteve no centro das trocas comerciais e culturais entre o Oriente (China) e o Ocidente (Império Romano), no percurso da Rota da Seda. Além disso, os cuchanas introduziram o budismo na Ásia Central e desenvolveram as artes helenísticas do Oriente.
A abertura da Rota da Seda, a rota comercial terrestre e marítima mais extensa da Antiguidade, possivelmente no século II a.C., especialmente após ter-se tornado segura, depois de ter estado durante longo tempo à mercê de bandidos e de saqueadores, graças especialmente aos esforços dos cuchanas, deslocou o centro de gravidade do mundo iraniano das margens do rio Tigre para as do Amu Dária. A Pérsia passou a dar menos importância às margens do Eufrates, passando a focar-se muito para além do Sir Dária. O comércio com a China assumiu uma importância para a Pérsia que o comércio com a Grécia nunca teve e a Transoxiana encontra-se no meio do eixo desse comércio. A Rota da Seda não foi usada apenas para transportar seda para a Europa, mas também outros bens, como especiarias, chá, papel e porcelana. Além disso, desempenhou um papel importante na disseminação de crenças religiosas (como por exemplo o budismo), ideias e cultura. Durante a sua existência, a Rota da Seda enriqueceu sob todos os aspetos as cidades no seu percurso, como Samarcanda, Cocande e outras do vale de Fergana. A famosa rota foi usada até à Baixa Idade Média.
A história da Transoxiana entre os séculos I a.C. e III d.C. é complexa, em que se sucederam diferentes reinos mais ou menos efémeros com origens incertas, antes de terem sido todos varridos pelo poder ascendente dos sassânidas, à exceção de Fergana, a leste, um ponto de paragem importante da Rota da Seda que conseguiu manter-se independente.

### Persas sassânidas
Os sassânidas foram uma dinastia persa originária de Fars (Pérsis), fundada em 224 d.C. por Artaxes I, supostamente descendente de Dario III. Durante o Império Sassânida, a arte e cultura persa atingiram níveis impressionantes e o seu poderio militar chegou mesmo a desafiar com sucesso o poderoso Império Romano. A administração sassânida caracterizava-se por uma grande centralização do poder, urbanismo ambicioso e agricultura com técnicas avançadas.
Ainda no século III e no século seguinte, os sassânidas tentaram conquistar a Transoxiana, mas a sua expansão progressiva enfrentou resistência por parte dos nómadas cuchanas, que se recusavam a ceder os seus territórios, envolvendo-se em numerosas batalhas com os invasores. Mais tarde, no final do século IV, o controlo sassânida da região foi desafiado pelos hunos, quionitas (hunos vermelhos) e posteriormente os quidaritas, que além de conseguirem manter suas posições na Transoxiana, chegam a devastar a Pérsia.
Em 427, o xá sassânida Vararanes V esmagou finalmente as tropas nómadas dos heftalitas (hunos brancos), vindos da China para a Ásia Central, restaurando o domínio persa na região. O seu filho Isdigerdes II consolida o controlo sassânida em 442 com a eliminação do Império Cuchana e do Reino Quidarita, anteriormente aliado dos persas.
Os sassânidas controlaram durante mais de quatro séculos um território imenso, que incluía a Transoxiana, desenvolveram artes sumptuosas, fizeram grandes obras de construção e, tirando partido da sua posição-chave na Rota da Seda, empreenderam guerras vitoriosas, praticamente durante todo esse período, a ocidente contra o Império Romano e nas frentes orientais contra os hunos e turcos.

## Heftalitas (hunos brancos)
O xá sassânida Isdigerdes II viu-se confrontado por ataques das tribos nómadas de heftalitas (hunos brancos) desde 442. O seu filho Peroz pediu tropas aos heftalitas para o ajudarem a derrubar o seu irmão Hormisda III do trono persa. Graças ao apoio dos heftalitas, Peroz tornou-se xá da Pérsia e para os recompensar dá-lhes a região de Talicã (Taliqan), no que é hoje o sudeste do Turquemenistão. Contudo, pouco depois entrou em conflito com eles.
Os heftalitas eram guerreiros de tal forma ferozes que a simples menção do seu nome era aterrorizador e há relatos que dizem que os soldados persas que eram enviados para os enfrentarem pareciam condenados à morte a caminho do cadafalso. Peroz foi morto em 484, durante uma batalha contra os heftalitas e a sua morte provocou conflitos internos entre os sassânidas, forçando-os a ceder o território do atual Usbequistão e a pagar tributo aos heftalitas.
Aparentemente, para poderem governar os soguedianos, os heftalitas tiveram que adotar a língua daqueles e mais tarde começaram a sedentarizar-se. Geralmente considera-se que os hunos brancos são os primeiros ancestrais dos atuais usbeques.
A conquista da bacia do Tarim levou a que os heftalitas se aliassem ao Canato Rourano. Depois de desferirem um golpe fatal aos rouranos em 552, os goturcos tentaram aliar-se aos persas contra os heftalitas. Estes foram derrotados na Batalha de Gol-Zarrium, travada entre 560 e 563 perto de Bucara e que durou oito dias. Após isso, o Império Heftalita dividiu-se em principados que eram tributários, uns dos persas e outros dos turcos.

## Goturcos ocidentais
Os goturcos criaram o seu império em 552. Em 556, Mugã (r. 553–572), filho do primeiro grão-cã goturco Bumim, sucedeu ao seu pai e entregou o governo da parte ocidental do império goturco ao seu tio Istami (conhecido pelos árabes e bizantinos como Sizábulo), que se aliou aos sassânidas para combater os heftalitas. Depois de derrotarem os heftalitas, em 563, os dois aliados partilharam o que é hoje o Usbequistão, nomeadamente os territórios dos soguedianos, mas não tardou a que entrassem em conflito. Os goturcos aliaram-se então aos bizantinos contra os persas, mas apesar das guerras que travaram juntos até 630, nunca conseguiram vencer os persas.
A conduta política do sucessor de Istami, Tardu (r. 599–603), instigado pelos chineses, que desejavam dividir o império turco, levou à separação deste em dois estados, o Grão-Canato Turco Oriental, centrado na Mongólia e dirigido por Nivar, irmão de Mugã, e o Grão-Canato Turco Ocidental, centrado nas montanhas Tian Shan, no Usbequistão e no Cazaquistão oriental, dirigido por Tardu. A derrota de deste frente ao seu ambicioso sobrinho Apa Cagã trouxe o caos aos turcos ocidentais, que só terminou quando encontraram dois comandantes militares mobilizadores, dois irmãos cujos nomes chineses eram Shigui e Tong. Este último foi um governante poderoso, que estendeu seu poder a parte do Afeganistão e ao norte da Índia. Poucos meses depois, as tribos vassalas carlucas revoltaram-se e Tong foi morto e os turcos ocidentais voltaram a dividir-se. Na década de 640 os chineses expulsaram-nos dos ricos oásis da bacia do Tarim, na Rota da Seda, que ficava a sul do seu território. Em 651, os turcos ocidentais ficaram sob a autoridade de um cã chinês de nome Helu. Depois de obterem o apoio do Grão-Canato Uigur, os chineses derrotaram Helu em 657 e praticamente toda a Ásia Central ficou nas mãos da Dinastia Tangue chinesa.
Principalmente devido às necessidades de amamento e de joias, durante o período em que estiveram sob o domínio turco, os povos do atual Usbequistão desenvolveram ativamente artesanato em metais (ouro, prata, ferro, chumbo, cobre, etc.), e também a escrita. O grande incremento que se registou então no comércio na Rota da Seda entre a China e a Europa teve uma influência considerável na produção local de algodão e seda.
O célebre peregrino chinês Xuanzang visitou Tasquente e Samarcanda em 631 durante a sua viagem à Índia em busca de manuscritos sagrados budistas.

## Árabes
A primeira tentativa árabe de conquista de Samarcanda e Fergana ocorreu em 706 e foi parcialmente mal sucedida. Os territórios do que é hoje o Usbequistão e Quirguistão foram conquistados em 712 pelas tropas do Califado Omíada comandadas pelo general Cutaiba ibne Muslim.
Os árabes incentivaram as populações, até aí maioritariamente zoroastristas, a converterem-se ao islão. Os soguedianos que se convertiam ficavam isentos de impostos, o que, devido ao elevado número de conversões, provocou uma diminuição considerável das receitas fiscais, o que levou os árabes a decretarem que os novos conversos deviam ser circuncidados e ter um bom conhecimento do Alcorão. Esta medida provocou uma grande revolta e em 720 e 721 os soguedianos destruíram a guarnição árabe de Samarcanda com a ajuda dos turcos. Foi então nomeado um novo governador para a província do Império Islâmico de Coração (da qual faziam parte os territórios conquistados na Ásia Central), Saíde ibne Anre Alharaxi. A estratégia dos soguedianos foi a retirada. Sob o comando de Divastiche, rei da cidade oriental de Panjicanda, alguns deles refugiaram-se na fortaleza de Abargar, localizada no monte Mug, no norte do Tajiquistão, na margem esquerda do rio Zarafexã. Os árabes cercaram a fortaleza e Divastiche acabou por se render, sendo executado no outono de 722 por ordem de Haraxi.
Em 728, o governador de Coração Axeras ibne Abedalá Alçulami concedeu uma isenção de impostos aos novos convertidos ao islão, que provocou exatamente os mesmos efeitos que a primeira isenção. Com a ajuda dos turcos turguexes, Bucara tornou-se o centro duma nova revolta soguediana, que foi esmagada no verão de 729, depois de duros combates, como a Batalha de Baicanda. Samarcanda, governada pelo rei soguediano Guraque, não interveio na revolta. Apesar da repressão dos árabes, a resistência dos soguedianos não parou e foi particularmente ativa em 733 e 734. Durante o seu mandato como governador de Coração a partir de 738, Nácer ibne Saiar manteve uma política mais conciliadora com as elites locais.
O controlo árabe da Ásia Central foi finalmente consolidado em 751, na sequência da vitória das tropas do Califado Abássida, apoiadas por forças do Império Tibetano enviadas pelo imperador Tridé Tsuktsen e de tribos iranianas e turcomanas, na Batalha de Talas, travada contra chineses da Dinastia Tang no atual Quirguistão, perto da cidade atual de Taraz, no Cazaquistão. Esta vitória, que marcou o avanço mais a leste dos exércitos árabes e o fim da expansão para ocidente dos Tang e da sua presença na Transoxiana, foi também a ocasião de adquirir uma série de técnicas chineses, como a do fabrico de papel. Os árabes compreenderam rapidamente o quão interessante era esse novo suporte de escrita para a propagação do islão e Samarcanda tornou-se o primeiro centro de produção de papel do mundo muçulmano. Os árabes aperfeiçoaram o fabrico incluindo tecido na sua preparação. O califa Harune Arraxide (r. 786–809) impôs o uso de papel em todas as administrações do império. O papel chegou ao resto do mundo conhecido e ao Ocidente graças às conquistas árabes na Ásia Central. Chega a Bagdade em 793, ao Cairo em 900, a Xàtiva (Alandalus, Espanha) em 1056 e à França no início do século XIV.
A anexação da Transoxiana (a que os árabes chamavam Movaraunahr ou Ma wara'un-Nahr) ao califado árabe contribuiu para o crescimento das grandes cidades de Samarcanda, Bucara, Binquente (ou Chache, atualmente Tasquente) e Termez, ao desenvolvimento do artesanato, do comércio (sobretudo o internacional, com caravanas) e das técnicas de irrigação. Entre 750 e 850, o período do Califado Abássida, a ciência dita árabe-muçulmana atingiu o seu apogeu. Os soberanos pagavam, por vezes o seu peso em ouro, todos os livros que eram traduzidos e graças a isso desde o século IX que a maior parte das obras gregas escritas ficaram disponíveis em árabe. O filósofo Abu Nácer Alfarábi (c. 872–950; "de Farabe"), natural de Farabe, atualmente uma cidade-fantasma no sul do Cazaquistão, à beira do rio Sir Dária, conhecido como "o segundo mestre" (sendo que o primeiro mestre era Aristóteles) e como Alfarábio no Ocidente, teve um papel determinante nessa dinâmica. Entre os muitos académicos medievais islâmicos notáveis originários do atual território usbequistanês pode também referir-se o matemático Alcuarismi (al-Khwārizmī; 780–850), o astrónomo Alfargani (conhecido como Alfragano no Ocidente; século IX) e o teólogo Maomé Albucari (810–870). Alcuarismi, cujo nome latino (Algoritmi) deu origem às palavras "algoritmo" e "algarismo; era natural de Carizim (Quiva) e é considerado o "pai da álgebra". Alfargani, conhecido no Ocidente como Alfragano, nasceu em Fergana. Al-Bukhari, natural de Bucara, é conhecido principalmente pela sua compilação de hádices, considerada pelos sunitas a mais autêntica que existe.

## Persas samânidas
Os samânidas foram a primeira dinastia persa a governar no território do Usbequistão após as conquistas árabes. O nome da dinastia deve-se a um descendente do xá sassânida Vararanes VI, Samã Coda, um degã (nobre) persa da região de Balque, atualmente no norte do Afeganistão, que se converteu aos islão na década de 720. Em 819, o califa abássida Almamune recompensou quatro netos de Samã Coda pelos seus bons serviços e lealdade durante a rebelião de Rafi ibne Alaite, nomeando-os governadores regionais — Nu ibne Assade em Samarcanda, Iáia ibne Assade em Chache (Tasquente) e Osruxana, Elias ibne Assade em Herate e Amade ibne Assade em Fergana.
Após a morte de Nu em 841 ou 852, Amade passou a ser também emir de Samarcanda e quando morreu em 864 ou 865 governava a maior parte da Transoxiana, da Corásmia e Bucara. Após a sua morte, o filho Iacube ficou com Chache e o filho Nácer com os restantes territórios. Um terceiro filho, Ismail Samani, ficou com o governo de Bucara e da Corásmia, mas subordinado a Nácer. Em 885 e 888, Nácer e Ismail entraram em guerra; a primeira terminou num status quo ante bellum, mas na segunda Ismail obteve um vitória retumbante. Não obstante a partir daí o governo samânida ter ficado nas mãos de Ismail, Nácer continuou com o título de emir.
Ismail tomou rapidamente o controlo de toda a Transoxiana e do resto da província califal de Coração, instalando-se como um governador semi-independente e escolhendo Bucara como sua capital. Durante o reinado de Ismail o território samânida expandiu-se para norte, leste e oeste, tendo conquistado ou consolidado o controlo de cidades distantes do centro do seu emirado, como Carmânia (no interior sul do Irão), Sistão (no sudoeste do Afeganistão) ou Cabul (a capital afegã atual, situado não muito longe em linha reta da fronteira com o Paquistão).
Em 893, Ismail conquistou a cidade de Talas, capital dos turcos carlucos e pôs fim ao Principado de Usrusana, estendendo os seus domínios para além do Sir Dária. A leste subjugou vários estados regionais, tendo anexado completamente alguns e deixando outros como seus vassalos. A Corásmia foi dividida em duas parte: o sul permaneceu autónomo, governado pela dinastia afríguida, enquanto que na parte norte foi colocado um oficial samânida como governador.
Tentando tirar vantagem do facto do califa Almutâmide não ter reconhecido formalmente Ismail como emir, nem sequer depois da morte do seu irmão Nácer, o monarca safárida Anre ibne Alaite (Amr ibn al-Layth) pediu ao califa que o governo da Transoxiana lhe fosse dado. Em vez de atender o este pedido, Almutâmide enviou uma carta a Ismail incitando-o a combater ibne Alaite, que ele considerava usurpador, na qual reconhecia Ismail como o governador da província de Coração do califado. Os exércitos samânidas e safáridas enfrentaram-se na Batalha de Balque (perto da atual Mazar e Xarife) na primavera de 900. Apesar da grande inferioridade numérica e de equipamento, os samânidas derrotaram os safáridas, para o que muito contribuiu o facto de algumas das forças de ibne Alaite terem mudado de lado, juntando-se a Ismail. Ibne Alaite foi capturado e Ismail pediu um resgate para o libertar, mas os safáridas recusaram. O monarca derrotado foi enviado acorrentado para Bagdade, a capital abássida, onde foi executado. Subsequentemente, o califa entregou o governo das regiões iranianas do Tabaristão, Rei e Ispaão.
Aproveitando as concessões de Almutâmide, Ismail enviou um exército para o Tabaristão, então controlado por xiitas zaiditas, liderados por Maomé ibne Zaíde. Em agosto ou início de outubro do mesmo ano (900), as tropas deste enfrentaram-se em batalha com as tropas samânidas, comandadas por Maomé ibne Harune de Sarachs, em Gurgã. Os samânidas venceram e o líder zaidita foi severamente ferido e capturado, vindo a morrer no dia seguinte. O seu cadáver foi decapitado e a sua cabeça foi enviada para a corte de Ismail em Bucara. Como o filho e herdeiro de ibne Zaíde também foi capturado, o líderes zaiditas deram o trono ao seu irmão Almadi, mas não tardou que surgissem divisões entre a elite zaidita. Um dos nobres zaiditas proclamou-se monarca em nome dos abássidas e as suas tropas massacraram os apoiantes de Almadi. Pouco depois os samânidas tomaram todo o território zaidita, o que trouxe consigo o retorno da região ao domínio sunita.
Apesar de enviar presentes ao califa, como era tradição, Ismail nunca pagou tributos e nem adotou um título mais elevado do que o de amir (emir) que lhe foi outorgado pelos califas abássidas. Além de Bucara, os principais polos de desenvolvimento samânida foram o vale do Zarafexã, a região de Chache e as cidades de Samarcanda e de Termez, que prosperaram graças ao artesanato, comércio (principalmente de vidro, papel, couro, têxteis, seda, gado, entre outros bens). Bucara tornou-se, segundo alguns autores da época, uma das cidades mais esplendorosas do mundo islâmico, onde foram construídas numerosas mesquitas e madraças. Registou-se um notável desenvolvimento do urbanismo, da arquitetura funerária e das artes, nomeadamente a cerâmica com peças muito diversas entre si, com decorações caleidoscópicas, em jaspe, etc. O desenvolvimento das artes e cultura foi também uma forma, complementar à força militar, dos samânidas se afirmarem face aos seus vizinhos a sul (taíridas, gasnévidas e gúridas) com os quais disputaram a supremacia regional no século X.
Muitos eruditos, artistas e juristas foram atraídos para a região e a primeira tradução do Alcorão para persa foi completada durante o período samânida. Entre os vários académicos de proeminência internacional que viveram no Império Samânida cabe referir pelo menos dois: ibne Sina (c. 980–1037), conhecido no Ocidente como Avicena, e Maomé ibne Amade Albiruni (973–1048), conhecido no Ocidente como Albiruni. Este último nasceu em Cate (atual Beruni), então a capital da dinastia afriguida, que governava a Corásmia (Khwarezm), e é considerado o pai da geodesia moderna e da antropologia. Avicena foi um polímata natural dos arredores de Bucara que se destacou em vários campos da ciência e da filosofia. O seu livro “O Cânone da Medicina”, foi uma das principais obras de referência de medicina na generalidade das universidades europeias até ao século XVIII.

## Caracânidas, turcos seljúcidas e corásmios perso-turcos
A dinastia turca dos caracânida (em turco: Karahanlılar; em usbeque: Qoraxoniylar), considerados antepassados da etnia usbeque atual, reinou no atual Usbequistão desde o fim do século IX até 1212. Em 920 ou 934, os caracânidas, liderados por Satuque Bugra (ou Satur Bogra), converteram-se coletivamente ao islão. Em 992, durante o reinado de Ali Arslã Cã, neto de Satuque, o seu primo Haçane ibne Soleimão (ou Harune Bugra Cã), governador semi-independente da parte ocidental do Canato Caracânida, tomou Bucara aos samânidas, pouco antes de morrer. Em 999 toda a Transoxiana tinha sido conquistada pelos caracânidas e o Império Samânida tinha desaparecido.
No início do século XI houve várias guerras civis entre os caracânicas, na mesma altura em que Império Seljúcida se começou a afirmar como uma grande potência regional. Os seljúcidas foram aliados dos samânidas contra os caracânidas e gasnévidas no século X e derrotaram estes últimos em 1040, na Batalha de Dandanacã, após a qual os gasnévidas perderam todos os seus territórios em Coração. As sucessivas dissensões internas levaram a que em aproximadamente em 940 o Canato Caracânida se dividisse dois estados independentes, um a oriente, com capital em Balasagum (atualmente no Quirguistão) e posteriormente em Casgar, e outra a ocidente, na Transoxiana, com capital em Bucara e um par de anos depois em Samarcanda.
O primeiro cã caracânida ocidental, Boritiguim (Ibraim ibne Nácer) começou por ganhar notoriedade na década de 1030, quando invadiu territórios gasnévidas e saqueou a região de Cutal (atualmente no sudoeste do Tajiquistão) e conquistou Chaganiã, uma região a sul e sudeste de Samarcanda. Lutou também contra os caracânidas orientais e em 1040 controlava grande parte da Transoxiana. Em 1042 o recém coroado soberano gasnévida Maudude conquistou grande parte de Coração aos seljúcidas e Boritiguim tornou-se seu vassalo. Em 1050, Boritiguim apoiou outra campanha gasnévida contra os seljúcidas em Coração para tomar a Corásmia e Tirmide (Termez). Porém, Maudude morreu durante a invasão e esta falhou; a partir daí, Boritiguim parece ter deixado de reconhecer os gasnévidas como seus suseranos.
Na década de 1050, os seljúcidas tomaram o controlo da maior parte da Transoxiana e em 1089, durante o reinado de Amade o canato ocidental caracânida tornou-se vassalo do Império Seljúcida durante mais de meio século. Apesar da grande interferência dos seljúcidas na política do canato e da pouca autonomia deste, os caracânidas ocidentais desenvolveram uma intensa atividade de construções monumentais. O famoso Minarete Kalyan (ou de Arslã Cã), em Bucara, foi construído durante o reinado de Maomé Arslã Cã (Arslan Khan ou Maomé II, r. 1102–1130), bem como outros monumentos.
Mais a leste, entre 1124 e 1218, o vale de Fergana esteve na posse dos canato dos chineses proto-mongóis caraquitais (quitais negros).
O xá corásmio Aladino Tequis (Takash) (r. 1172–1200) conquistou a Pérsia em 1194, extinguindo o Grande Império Seljúcida, que então reinava sobre parte da Transoxiana. O último sultão grã-seljúcida, Tugrul III, morreu em combate com os corásmios. Samarcanda, a capital caracânida, foi tomada por Maomé II da Corásmia (r. 1200–1220) em 1207. Os caracânidas recuperam-na no ano seguinte, mas em 1212 o Canato Caracânida foi definitivamente destruído por Maomé II. Nesse ano, durante uma revolta em Samarcanda, foram mortos entre oito e dez mil corásmios que lá viviam. Como retaliação, Maomé saqueou a cidade e mandou executar 10 000 dos seus habitantes.
Os corásmios conquistaram o Tabristão aos bavândidas em 1210 e Maomé II prosseguiu a sua política expansionista. No ano seguinte conquistou Tasquente e Fergana aos caracânidas, e partes de Macrão e do Baluchistão aos gúridas. Ainda em 1211, os atabegues do Azerbaijão tornaram-se seus vassalos. Em 1215, destruiu definitivamente o Império Gúrida, anexando o que restava dos seus territórios. Em 1217 o Império Corásmio estendia-se desde o Jaxartes até ao golfo Pérsico e Maomé II declarou-se xá e pediu reconhecimento formal de Anácer, o califa de Bagdade. Quando este rejeitou o pedido, o monarca corásmio reuniu um exército e marchou para Bagdade com o objetivo de depor Nácer. Contudo, as tropas foram apanhadas numa tempestade quando atravessavam nos montes Zagros, na qual morreram milhares de soldados, o que levou Maomé a desistir da campanha e voltar para trás.
Para a ascensão fulminante a grande potência do Império Corásmio foi muito importante a aliança da dinastia corásmia com a confederação quipechaque (kipchaks) os oguzes, mas as campanhas militares e as razias levadas a cabo por estes tiveram consequências devastadoras paras a agricultura na Ásia Central, pois além das destruições diretamente provocadas pelas guerras, muitos terrenos agrícolas foram transformados em pastagens para os rebanhos dos quipechaques nómadas.
O reinado dos xás corásmios foi de curta duração. Em 1219, o governador corásmio de Otrar (Farabe), na margem do Sir Dária, mandou assassinar os membros duma caravana de mercadores espiões enviados pelo cã mongol Gêngis Cã e os embaixadores enviados por este para pedir explicações tiveram o mesmo fim, o que provocou uma reação terrível dos mongóis. No ano seguinte os mongóis conquistaram todo o território do atual Usbequistão e as principais cidades, como Samarcanda, Bucara e Tasquente sofreram severas destruições.

## Mongóis e turco-mongóis — Gêngis Cã, chagatais e barlas
Em 1220 toda a Ásia Central, nomeadamente o atual território usbequistanês, foi conquistado por Gêngis Cã. Este dividiu o império entre quatro dos seus filhos, ficando cada um deles com o governo duma parte. Quando Gêngis morreu, Oguedai ficou como grão-cã, de todo o império, acima dos outros três irmãos. O que é hoje o Usbequistão ficou nas mãos de Chagatai, que fundou e deu o nome ao Canato de Chagatai, o qual foi fundado em 1219, como um ulus e incluía territórios que atualmente fazem parte de quatro países da Ásia Central: todo o Usbequistão, o sul do Cazaquistão, o oeste do Sinquião (Xinjião) chinês e o norte do Afeganistão. O canato existiu até 1571 como um reino autónomo no seio do Império Mongol.
Em 1345 ou 1346, Cazagã, chefe da tribo mongol dos caraunas, rebelou-se contra o seu suserano, o cã chagatai Cazã. Cazagã foi derrotado, mas no ano seguinte atacou Carxi, matou Cazã e proclamou-se amir (governador). Embora formalmente não fosse cã, Cazagã passou a ser o governante de facto da Transoxiana. O título de cã foi dado a um descendente de Oguedai, que foi escolhido por Cazagã, Danismenji.
O Canato de Chagatai dividiu-se então em dois. A parte oriental, conhecida como Mogulistão Oriental (ou Mogolistão, Canato Mugal ou Canato Chagatai Oriental), era dominado por nómadas e grosso modo cobria o Turquestão chinês e Sinquião. Na parte ocidental foi criado um canato (ou ulus), com governantes maioritariamente sedentários, conhecido como Ma wara'un-Nahr (nome dado pelos árabes à Transoxiana).
Cazagã e, depois dele, o seu filho Abedalá (Mirza Abdallah) governaram o território do atual Usbequistão até à década de 1360. Em 1348 o cã titular Danismenji foi mandado executar por Cazagã, que no seu lugar colocou Baiã Culi, neto de Duwa, cã entre 1274 e 1307. Cazagã foi morto em 1357 ou 1358 e foi sucedido pelo seu filho Abedalá, que cobiçava a esposa de Baiã Culi, mandou matar este em Samarcanda. Por indicação de Abedalá, o título de cã foi dado a Xá Timur. A execução de Baiã Culi serviu de pretexto a Haji Begue (ou Haji Barlas, líder da tribo turco-mongol dos barlas) e Buiã Suldus (líder da tribo mongol dos suldus, também conhecidos como taichiudes ou taijiutas) a rebelarem-se contra Abedalá. Este perdeu o poder no ano seguinte a tê-lo obtido; segundo algumas fontes, foi morto pelos insurretos juntamente com Xá Timur; segundo outra versão, conseguiu fugir e morreu pouco depois no Badaquexão.
O canato chagatai ocidental entrou no caos após a deposição ou morte de Abedalá. Os líderes que se tinham rebelado contra o amir acordaram em que o novo amir fosse Buiã Suldus, mas ao contrário dos seus antecessores, não se tentou impor sobre as tribos do canato, preferindo passar o tempo a beber. O canato tornou-se mais um conjunto de senhorios tribais do que um estado unificado e isso facilitou a invasão pelo cã chagatai oriental Tuguelugue Timur. Os nómadas do Mogulistão, melhor formados militarmente, organizaram numerosos ataques que enfraqueceram imenso e aterrorizaram Ma wara'un-Nahr, que acabaria por ser invadida em 1360. A invasão não teve oposição da maior parte dos líderes locais; muito deles aproveitaram a ocasião para saquearem as terras de outros. Haji Begue começou por resistir, mas ao perceber que os mogules eram muito mais fortes, fugiu para a Pérsia.

## Tamerlão e timúridas
Tamerlão ou Amir Timur ("emir de ferro") nasceu em Qués (ou Quis, atualmente chamada Xacrisabez; em persa: Shahr-e Sabz), uma cidade a sul de Samarcanda em 1336. Era filho dum chefe local menor da tribo dos barlas e, segundo algumas fontes, era sobrinho de Haji Begue, o líder dos barlas. Reclamava-se descendente distante de Gêngis Cã e foi um notável líder militar e político e também um erudito das artes e das letras. Era um comandante orgulhoso e implacável, que tinha uma deficiência física nas pernas, a qual está na origem do seu nome Tamerlão, que deriva da sua alcunha em persa — Teimur Lang, "Timur, o Coxo"; em turco é conhecido pela mesma alcunha — Timur Aqsaq. Essa deficiência nunca o impediu de ir sempre para as frentes de batalha, nem sequer no fim da vida, quando já não conseguia andar e ordenava aos seus homens que o carregassem para os combates armado com a sua espada.
Através de várias alianças, fez-se eleger "Grande Emir" de Samarcanda em 1369, onde instalou a sua capital e que restituiu o prestígio dessa cidade que os mongóis de Gêngis Cã tinham devastado em 1220, desenvolvendo-a economicamente e para lá levando muita gente talentosa (artistas, artesãos, estudiosos, académicos, etc.) capturados durante as suas campanhas militares.
Depois de casar com Aljai, neta do emir carauna Cazagã, casou-se com várias viúvas do seu cunhado Mir Huceine, entre as quais Sarai Mulque Canum (ou Sarai Maleque Catum), mais conhecida como Bibi Canum, Bibi Canim ou Bibi Hanim, que foi a sua principal consorte. Este casamento permitiu-lhe obter o desejado título de güregen ("genro imperial"), pois Bibi Canum era filha do falecido cã chagatai Cazã, destronado por Cazagã. Uma das mesquitas mais famosas de Samarcanda tem o nome de Bibi Canum.
Antes de ascender ao poder, Tamerlão era próximo do líder da sua tribo, Haji Begue. Quando o canato chagatai ocidental foi invadido pelo cã chagatai oriental Tuguelugue Timur, em 1360, Haji fugiu para a Pérsia, inicialmente acompanhado por Tamerlão, mas quando chegaram ao rio Oxo, Timur pediu autorização a Haji para voltar a Quis para manter a ordem nos territórios barlas. Tamerlão destacou-se rapidamente entre a elite dos barlas e foi encarregado de negociar com Tuguelugue Timur, mas em vez disso aliou-se a este, sendo recompensado com a concessão do governo dos territórios barlas em nome de Tuguelugue, que se reclamava cã de todo o Canato de Chagatai. Nesta altura Tamerlão, cujo pai já tinha morrido, tornou-se líder dos barlas. Seguiram-se várias peripécias e alianças feitas, desfeitas, defeções, que envolveram a recuperação da liderança dos barlas por Haji Begue com o apoio da tribo mongol dos jalaires, a derrota por Haji da aliança de Tamerlão com os yasa'uri, uma segunda invasão da Transoxiana por Tuguelugue Timur em 1361 e a nomeação por este do seu filho Ilias Coja como cã do canato chagatai ocidental em 1363. Tamerlão e o seu aliado Amir Huceine, um sobrinho do emir Abedalá, derrotaram os mogules na Batalha da Ponte de Pedra e pouco depois, na sequência da morte do seu pai, Ilias Coja voltou para o Mogulistão para lá tomar o poder. Voltou à Transoxiana em 1365 e em maio desse ano venceu Tamerlão e Amir Huceine na Batalha de Tasquente, mas quando chegou às portas de Samarcanda foi-lhe recusada a entrada e o cerco que se seguiu foi desastroso para os mogules, devido a uma epidemia nos seus cavalos, que os fez retirar novamente da Transoxiana.
Nos anos seguintes Tamerlão ganhou o controlo definitivo de toda a Transoxiana, mas como pelas tradições mongóis só descendentes diretos de Gêngis Cã podiam ser cãs, em 1370 colocou como cã nominal do Canato de Chagatai Suiurgatemis, um membro, não do clã dos descendentes de Chagatai Cã, mas da Casa de Oguedai. Como os cãs chagatais anteriores, Suiurgatemis foi apenas uma figura decorativa, pois quem detinha todo o poder era Tamerlão, que tomou o título de amir. Suiurgatemis morreu em 1384 e foi sucedido pelo seu filho Sultão Mamude (r. 1384–1402).
Após controlar a Transoxiana, Tamerlão empenhou-se numa conquista fulgurante duma parte considerável do mundo islâmico. Em 1371 apoderou-se da Corásmia de de Coração. Cinco anos mais tarde já tinha anexado o Irão e a Mesopotâmia, a oeste, e a planície quipechaque (Kipchak; parte da Cumânia correspondente à Rússia meridional), [carece de fontes?] onde reinava a Horda Dourada. Em 1395 conquistou várias cidades da Rússia e em 1398 e 1399 fez uma campanha militar na Índia, durante a qual saqueou Deli.
Nos últimos dois ou três anos do século XIV virou a sua atenção para a Anatólia, tirando partido do temor dos beilhiques (principados turcos) da região em serem invadidos pelo Império Otomano, o que tinha vindo a ocorrer com vários deles, e a insatisfação dos que já eram vassalos dos otomanos. O sultão otomano Bajazeto I, que desde 1394 estava empenhado no seu segundo cerco a Constantinopla, chegou a entrar em acordo com Tamerlão para parar a sua expansão a oriente, mas em 1398 quebrou esse acordo tomando vários beilhiques, nomeadamente o de Eretna, governado pelo vizir Cadi Burandim, aliado de Tamerlão, Elbistã e Malatya. O confronto entre os timúridas e os otomanos culminou na derrota destes na Batalha de Ancara, travada em agosto de 1402, na sequência da qual Bajazeto, o seu filho Mustafá Çelebi a esposa Olivera Despina foram capturados quando tentavam fugir. Os três foram levados para Samarcanda, onde ficaram em cativeiro. Bajazeto morreu sem chegar a ser libertado e o filho foi libertado em 1405, depois de Tamerlão morrer.
Depois de derrotar os otomanos, Tamerlão combateu na Síria, onde tomou Damasco, e seguidamente no Egito, mas Nácer Naceradim Faraje, o sultão mameluco burjida que lá reinava, declarou-se vassalo, evitando assim a anexação do seu território. Quando morreu em 1405, com aproximadamente 70 anos (71 segundo algumas fontes), preparava-se para marchar sobre território chinês.
O império de Tamerlão, que incluía vários países atuais da Ásia Central, não lhe sobreviveu mais do que um século. A sucessão do grande conquistador foi organizada ainda enquanto ainda era vivo. Foi sucedido pelo seu filho Xaruque, mas o território fragmentou-se rapidamente e Xaruque teve que pegar em armas para reconquistar o império que o seu pai lhe havia legado. Em 1420 reganhou o controlo do Irão e do Iraque e dominou, pelo menos nominalmente, a Índia e a China. O seu filho Ulugue Begue, astrónomo célebre e governador de Samarcanda, subiu ao trono após a sua morte em 1447. Mas, atacado por todos os lados, experimentou um período de decadência territorial que continuou durante mais de 50 anos, até ao final do reinado de Huceine Baicara (r. 1469–1506), que foi o último grande soberano da dinastia timúrida. O seu filho, Badi Azamã, foi derrotado e deposto pelos xaibânidas em 1507 e fugiu para o Império Otomano, onde foi acolhido pelo sultão Selim I, vindo a morrer em Istambul em 1515.

### Renascimento Timúrida
Durante o período timúrida ocorreram grandes realizações culturais, artísticas e científicas, principalmente em Samarcanda e Herate (atualmente uma cidade do Afeganistão), que conjuntamente são conhecidas como Renascimento Timúrida, cujo apogeu ocorreu durante os reinados de Xaruque (r. 1405–1447), Ulugue Begue (r. 1447–1449) e Huceine Baicara (r. 1469–1506). Ulugue Begue, ele próprio um erudito, mandou construir em Samarcanda uma madraça, que abriu em 1420, e na qual provavelmente lecionou, e um observatório astronómico, inaugurado em 1429. No que ficou conhecido como Observatório de Ulugue Begue, trabalharam cerca de 70 matemáticos e astrónomos, entre os quais Cádi Zada Arrumi (Qāḍī Zāda al-Rūmī), Ali Cusji e Alcaxi, resultando na publicação das “Tabelas sultanais” (Zīj-i Sultānī), uma zij (catálogo e conjunto de tabelas astronómicas), cuja precisão só foi igualada dois séculos depois. Após a morte de Xaruque em 1447, Ulugue Begue ascendeu ao trono, mas entrou em conflito com o seu filho Abdal Latife, também ele astrónomo, que o assassinou em 1449 e foi ele próprio morto no ano seguinte, tendo reinado apenas durante seis meses. Ali Cusji abandonou Samarcanda e foi para Tabriz e daí para Istambul, levando uma cópia das “Tabelas sultanais”, de onde elas chegaram à Europa.
A Madraça de Ulugue Begue continuou a funcionar até ao século XVII, mas a atividade cultural dos timúridas concentrou-se em Herate na segunda metade do século XV, onde o célebre poeta e filósofo usbeque Mir Alicher Navoï (1441–1501), considerado o pai da língua usbeque moderna nasceu e morreu.

## Xaibânidas, os primeiros usbeques
O Império Timúrida sucumbiu em 1507, às mãos dos usbeques da dinastia dos xaibânidas (que não têm qualquer relação com os xaibanitas árabes), muçulmanos persianizados descendentes de Xaibã, filho de Jochi e neto de Gêngis Cã. Os xaibânidas constituídos originalmente por 15 mil famílias, tiveram desde o reinado de Batu Cã (r. 1225–1255) um pequeno ulus (canato) no seio da Horda Dourada, chamado Horda Cinzenta, no que é hoje o Cazaquistão ocidental. Durante vários séculos os xaibânida multiplicaram-se significativamente sem terem conseguido manter uma unidade das suas tribos.
O poderoso cã Abu Cair (r. 1428–1468) conseguiu unir as tribos xaibânidas nómadas que viviam entrem o rio Tobol, os montes Urais e o rio Sir Dária (Jaxartes) em 1429, sob o nome de Ulus Usbeque. Foi a primeira vez que o nome "usbeque" aparece na história, inicialmente sem significado étnico.
Ao conquistar a Corásmia em 1447, Abu Cair tentou criar um estado usbeque sólido, mas foi morto em 1468 pelas tribos do atual Cazaquistão. O seu neto (ou sobrinho), o príncipe Maomé Xaibani fundou novamente o canato usbeque, que ficou conhecido como Canato de Bucara, e nos primeiros anos da década de 1500 conquistaram aos timúridas Bucara, Samarcanda e Herate. Em 1507, o vasto império xaibânida tinha na sua posse várias cidades importantes além daquelas, como Merve e Mexede, na parte oriental de Coração, Tasquente na Transoxiana e Quiva e Urguenche na Corásmia. Em 1510, Maomé Xaibani morreu em combate em Merv frente ao xá persa safávida Ismail I. Conta-se que o seu crânio foi incrustado de pedras preciosas e foi usado como copo pelo seu vencedor.
Maomé Xaibani foi sucedido pelo seu tio, Kochkunju (ou Qutchquntchi), que reinou até 1530 ou 1531. O território do canato só foi consolidade mais firmemente em 1512, após a vitória sobre os mogóis, então governado por Babur, mas não era um estado unido e nesse mesmo ano havia quatro cãs, que governavam os seus territórios de forma praticamente independente. A dinastia xaibânida perdurou durante quase um século à frente do canato, com frequentes conflitos com os safávidas.
O Canato de Bucara tentou tirar partido do tráfego de caravana que passavam no seu território, mas foi gradualmente excluído do comércio internacional. Além disso, durante o reinado de Abedalá II passou por alguma estagnação cultural e intelectual, devido a um maior controlo religioso sobre o estado. Não obstante, foi durante o reinado de Abedalá II que o canato teve o seu apogeu em termos de extensão e influência. A dinastia dos xaibânidas terminou em 1598, ano em que morreu Abedalá II. O filho dele, Abde Almumim, reinou por pouco tempo, pois situação política deteriorou-se rapidamente e foi assassinado por rebeldes.
No Canato de Bucara, os xaibânidas foram sucedidos pelos jânidas, descendentes de Jochi, filho de Gêngis Cã e originários de Canato de Astracã.

## Reino de Babur em Fergana
O vale de Fergana, que alguns séculos antes tinha sido um polo importante do zoroastrismo, teve um papel relevante na história do poderoso Império Mogol do sul da Ásia e da Índia, que fui fundado por Babur (n. 1483–m. 1530), um descendente de Tamerlão pela parte do pai e descendente direto de Gêngis Cã pelo lado materno. Zahīr ud-Dīn Muhammad ("Defensor da Fé Maomé" em árabe), apelidado Babur (que em persa significa "tigre"), nasceu em Andijã, e era filho do governador timúrida local, Omar Xeique Mirza (r. 1469–1494). Quando este morreu de acidente, Babur, que então tinha apenas doze anos, ascendeu ao poder na capital regional, Akhsikath (Akhsikent), e rapidamente deu mostras duma vontade obsessiva de expandir o seu território.
Em 1496 ou 1497 conquistou Samarcanda, sobre a qual reclamava ter direito hereditário legítimo. Mas entretanto em Fergana estala ou rebelião dos nobres que se apodera do reino e Babur foi abandonado pelas suas tropas e perdeu Samarcanda. Segundo algumas fontes teria conseguido voltar a tomar Samarcanda pouco depois, para a voltar a perder em 1501 para o cã xabânida em ascensão Maomé Xaibani. Segundo outras fontes, a derrota em 1501 frente aos xaibânidas ocorreu quando tentava retomar Samarcanda. Nos três anos seguintes vagueou, tentando recuperar as suas perdas sem sucesso. Em 1504, reuniu algumas tropas leais, cruzou o Indocuche coberto de neve e apoderou-se de Cabul. O Cabulistão, onde se situa Cabul, e o vizinho Zabulistão eram possessões timúridas, que até há dois anos tinham sido governadas por Ulugue Begue II (r. 1461–1502), tio de Babur. Após a morte de Ulugue Begue, o filho Abdur Razaq Mirza, ainda menor, ascendeu formalmente ao poder, que na prática ficou nas mãos de um dos seus ministros. Seguiu-se um período tumultuoso, que só terminou quando o líder argúnida Maomé Muquim, casado com uma irmã de Abdur Razaq, assumiu a regência. Babur considerava Mukim um usurpador e tomou ele próprio o poder em Cabul após ter cercado e conquistado a cidade.
Em seguida, Babur aliou-se ao xá safávida Ismail I e, após as morte de Maomé Xaibani, reconquistou algumas partes do Turquestão e da Transoxiana, incluindo Samarcanda, onde fez uma entrada triunfal em 1511, mas em 1514 voltou a ser derrotado pelos xaibânidas retirou a custo para Cabul. A partir daí voltou a sua atenção para a Índia, onde fundou o Império Mogol após derrotar o sultão de Deli, Ibraim Lodi, na primeira batalha de Panipate, travada em 1526.

## Os três canatos sucessores do Canato de Chagatai

### Canato de Quiva
Também chamado "Estado da Corásmia" (Khorezm), é o mais antigos dos três canatos usbequistaneses, que existiu entre 1512 e 1920 a sul do mar de Aral. A sua primeira capital foi Urguenche (também chamada Gurganje). A brusca mudança de curso do rio Amu Dária, que banhava a cidade, deixando-a sem água, levou a que a capital fosse mudada 170 km para sudeste, para Quiva. Na altura, Quiva era uma localidade insignificante, apesar de ter sido uma das cidades mais importantes da Ásia Central em várias períodos da sua história, nomeadamente durante o Império Samânida, nos séculos IX e X. O seu nome antigo era o mesmo da região onde se situa, a Corásmia, (Khorezm, Khwarazm, Khoresm, etc.). Durante a existência do Canato de Quiva, a sua capital tornou-se um dos polos mais importantes do mundo sunita da Ásia Central, até se ter tornado um protetorado do Império Russo em 1873.

### Canato e Emirado de Bucara
O Canato de Bucara foi fundado nos primeiros anos da década de 1500 por pelo conquistador xaibânida Maomé Xaibani, que nesses anos conquistou Bucara e Samarcanda aos timúridas. O primeiro estado xaibânida, conhecido como Canato Usbeque, foi fundado pelo avô de Maomé Xaibani que Abu Cair Cã (r. 1428–1468), mas a generalidade das fontes historiográficas regista o início do Canato de Bucara na década de 1500. Foi um estado de língua maioritariamente persa, cuja capital foi Samarcanda até 1533 ou 1534, quando Ubaide Alá Cã a mudou para Bucara. Em 1599, os xaibânidas foram substituídos pela dinastia jânida (ou astracânida) no governo do canato. Os jânidas eram originários de Canato de Astracã e de ascendência mongol. No século XVII, os membros dessa dinastia construíram duas das três madraças existentes na praça Reguistão de Samarcanda, em 1646 e 1660.
Em 1740 o canato foi invadido por xá persa afexárida Nader Xá. Nas décadas anteriores, os emires manguitas (manghud ou manghit) do canato, nominalmente subordinados dos cãs, foram ganhando cada vez mais poder, para o que contribuiu a sua posição de atalique (tutor dos príncipes), e quando os persas tomaram o canato eram eles que detinham o poder de facto. Após a morte de Nader Xá em 1747, o atalique manguita Maomé Raim Bi (Khudayar Bi) assassinou o cã Abulfaiz e o seu filho, assumindo o poder. A partir daí, os cãs jânidas passaram a ser figuras decorativas sem poder real.
Em 1785, após a morte de Abul Gazi Cã, o manguita Xá Murade assumiu abertamente o trono e o canato mudou de nome para Emirado de Bucara. A maior parte do território do emirado situava-se no que é agora o Usbequistão, mas incluía também regiões que agora são do Tajiquistão, Turquemenistão e Cazaquistão. Entre 1793 e 1820 também teve parte do que é atualmente o norte do Afeganistão. Em 1868 o emirado foi derrotado pelo Império Russo durante conquista russa da Ásia Central, perdendo uma grande parte do seu território, incluindo Samarcanda. Em 1873 o emirado passou a ser um protetorado russo que fazia fronteira com a então criada gubernia (província) do Turquestão Russo.
Após a Revolução Russa de 1917, os Yosh buxoroliklar ("Jovens Bucaranos"), um movimento jadidista (muçulmanos reformadores) fundado secretamente no emirado em 1909, inspirado nos Jovens Turcos, em março de 1918 informaram os bolcheviques que os habitantes de Bucara estavam prontos para a revolução e esperavam pela sua libertação. O Exército Vermelho soviético marchou até à portas da capital do emirado e exigiu que o emir entregasse a cidade aos Yosh buxoroliklar, ao que o emir respondeu matando a delegação bolchevique e várias centenas de apoiantes dos russos na cidade e nos arredores. Com muito pouco apoio da população, as tropas bolcheviques mal equipadas e mal treinadas retiraram para o baluarte soviético de Tasquente.
O Exército Vermelho voltou a atacar Bucara sem sucesso em março de 1920, mas no segundo ataque conquistou a cidade em setembro de 1920, pondo fim ao emirado. O último emir, Maomé Alim Cã, fugiu para Cabul, onde morreu em 1944. Foi então criada a República Popular Soviética de Bucara, que em 1924 foi repartida entre as então formadas repúblicas soviéticas Usbequistanesa e na Turquemena.

### Canato de Cocande
Surgido e centrado na cidade homónima do vale de Fergana, o Canato de Cocande foi um estado independente que existiu entre 1709 e 1876, cujo território era composto pela parte oriental do que é atualmente o Usbequistão e algumas partes do que são hoje o Tajisquistão e Quirguistão, os três países que partilham o vale de Fergana. O canato surgiu quando o Xaruque Begue (Shahrukh Bek ou Shohruxbiy) declarou independente do Canato de Bucara o seu território na parte oriental do vale de Fergana. Após a sua formação do canato, a grande horda constituída pelos povos nómadas cazaques que viviam na parte oriental do atual Cazaquistão e pelos nómadas quirguizes tornou-se rapidamente sua vassala. Xaruque era provavelmente um nobre manguita da tribo Mingue (ou Miñ), proveniente da região do Volga, que se casou com a filha dum governante local. Quando morreu, em 1721 ou 1722, e foi sucedido pelo seu filho Raim, Xaruque tinha conquistado Marguilã, Namangã e Isfara.
Segundo algumas fontes, Cocande (antes chamada Cavacande) foi a capital do canato desde o reinado de Xaruque, que ali se instalou após ter lá construído uma cidadela. Aparentemente a antiga cidade, que no passado tinha tido alguma importância, tinha praticamente desaparecido. Outras fontes mencionam que Cocande só passou a ser capital em 1740, quando a fortaleza mandada construir por Raim em 1732 foi ampliada. A capital do canato cresceu rapidamente, com o afluxo de gente da tribo do cã, e tornou-se um importante centro religioso islâmico, onde chegou a haver mais 300 mesquitas. O canato dominou todo o vale de Fergana e chegou a controlar quase todo o território do que é hoje o Usbequistão, estendendo-se para ocidente até Qyzylorda (atualmente no Cazaquistão) e para nordeste até Bisqueque (atualmente capital do Quirguistão).
O cã Narbuta Bei (r. 1764–1801) conquistou ou reconquistou as cidades de Andijã, Namangã e Osh. Cujanda mudou de mãos várias vezes entre Cocande e outras potências regionais, mas nunca foi completamente anexada de forma estável ao Canato de Cocande durante o reinado de Narbuta Bei. Este manteve relações diplomáticas com a Dinastia Qing chinesa a partir de 1774. O chineses reconheceram-no como cã, mas segundo algumas fontes o canato foi forçado a tornar-se um protetorado chinês e a pagar tributo aos Qing até 1798. As relações com os chineses deterioram-se quando o contrabando no vale de Fergana levou o governo dos Qing a impor sanções aos mercadores de Cocande.
Durante a segunda metade do século XVIII, o canato esteve constantemente em disputa com o Canato de Bucara, exceto quando se juntou a este para tentar anexar Ura-Tepé (atual Istarawshan, no Tajiquistão), governada por Cudaiar Begue. A campanha militar conjunta saldou-se num retumbante fracasso, na qual morreram cerca de 20 000 soldados dos atacantes, cujas cabeças foram mandadas empilhar em pirâmides por Cudaiar. Narbuta Bei tentou conquistar Tasquente em várias ocasiões, sempre sem sucesso. Na última tentativa, em 1801, foi capturado pelas tropas de Iunus Coja e foi decapitado.
Tasquente foi finalmente conquistada pelo filho e sucessor de Narbuta Bei, Alim Cã (r. 1801–1810), para o que contribui ter contratado mercenários tajiques. Conquistou também Ura-Tepé, a região de Kurama, na qual se situavam as cidades de Oratippe, Jizaque e Cujanda, e anexou o sultanato governado por quirguizes ao qual pertenciam as cidades de Sairam, Turquestão e Shymkent (atualmente no Cazaquistão). Estas regiões conquistadas rebelaram-se várias vezes e nem sempre o controlo de Cocande sobre elas foi retomado. O domínio dessas conquistas foi consolidado por Omar Cã (c. 1810–1822), irmão de Alim Cã, que lhe sucedeu após tê-lo assassinado. Ainda durante o reinado de Alim Cã, ocorreu um conflito armado entre os caracalpaques e os colonos de Cocande ao longo do rio Sir Dária, que terminou com a expulsão do caracalpaques para o Canato de Quiva.
No século XIX, a rivalidade com o Emirado de Bucara continuou, com sucessivas histórias de conflitos armados, conspirações e traições. Em 1842, alguns altos dirigentes políticos e militares de Cocande conspiraram para derrubar Madali Cã (r. 1822–1842) ou o seu irmão Sultão Mamude (ou Maomé Amim) e colocarem no trono um dos sobrinhos do cã Narbuta Bei, Xir Ali ou Murade Begue (este último era filho de Alim Cã). Para tal pediram o apoio do emir de Bucara Nasrulá ibne Haidar Tora (Nasr-Allah bin Haydar Tora; r. 1827–1860), que após ignorá-los uma primeira vez por desconfiar que houvesse motivações obscuras no pedido, atendeu o segundo apelo e abril de 1842, Bucara enviou um exército de 18 000 homens que acamparam perto de Cocande. Apesar de Madali Cã tentar negociar uma acordo que incluía o reconhecimento da sua vassalagem a Nasrulá, este acabou por entrar na capital do canato, que mandou saquear. Madali Cã pôs-se em fuga, mas foi capturado e executado juntamente com a sua família mais próxima, incluindo a sua mãe Nodira. O harém de Madali Cã foi enviado para Bucara, o mesmo acontecendo com 250 dos principais líderes de Cocande e as suas famílias, que foram presos e enviados para Bucara como reféns.
O triunfo de Nasrulá foi de pouca dura. Dois ou três meses depois de ter deixado o governo do canato conquistado a Ibraim Dateca (Ibraim Datkha, Ibrahim-Dadhoh ou Ibrahim Dad-khwah), antigo governador de Samarcanda, com uma guarnição 600 soldados de Bucara, a cidade rebelou-se e libertou-se dos invasores. A guarnição foi dizimada e Ibraim Dateca conseguiu escapar por um triz, pondo-se em fuga. Xir Ali (r. 1842–1845), primo de Omar Cã, foi rapidamente proclamado cã. O emir de Bucara reuniu um exército de 20 000 homens e marchou novamente para Bucara, mas acabou por levantar o cerco à cidade pouco tempo depois porque o Canato de Quiva atacou o seu emirado e teve notícias duma conspiração interna contra si. Na realidade, essas notícias eram falsas, pois o que aconteceu foi que Mussulmã Cul, um dos reféns de Nasrulá, que tinha sido minguebaxi (comandante militar) ao serviço de Madali, escreveu a alguns nobres de Bucara onde mencionava que eles lhe tinham prometido matar o seu emir, com a intenção de que a carta fosse parar às mãos de Nasrulá.
A insurreição teve o apoio dos quipechaques, que como recompensa, ficaram com a maior parte dos cargos administrativos e militares do canato, em substituição dos sartes O líder dos quipechaques, Iúçufe Minguebaxi, ficou com o governo da capital e Mussulmã Cul, também ele quipechaque, com o governo de Andijã. A rivalidade entre os sartes e os quipechaques acabou por culminar com a execução de Iúçufe e a tentativa de assassinato de Mussulmã Cul, que fez se instalasse uma verdadeira guerra civil, que terminou quando os sartes foram derrotados e o seu líder, Xadi, foi morto num combate em Tux, em 1845. Xir Ali foi preso, mas foi mantido nominalmente como cão, pois Mussulmã Cul teve dificuldade em arranjar alguém de linhagem real para o substituir.
O poder de facto ficou nas mãos de Mussulmã Cul, o que fez crescer ainda mais a insatisfação dos sartes. Estes enviaram então um convite a Murade Begue, filho de Alim Cã e primo de Xir Ali, para que ocupasse o trono de Cocande. Com o apoio do emir de Bucara, a quem tinha prometido vassalagem, Murade entrou na capital praticamente sem resistência em 1845, quando Mussulmã Cul estava em Osh, onde tinha estalado uma rebelião. Proclamou-se vice-rei do emir de Bucara e mandou executar Xir Ali. Pouco depois, Mussulmã Cul tomou novamente Cocande e colocou no trono Maomé Cudaiar Cã, então ainda menor, que estava em Namangã. Mussulmã Cul casou uma das suas filhas e nomeou-se regente.
Em março de 1876 o Canato de Cocande foi anexado pelos russos. Estes enfrentaram alguma resistência do rebelde do canato conhecido como Pulat Cã, que liderou uma rebelião contra o Cudaiar Cã em 1873, autoproclamando-se cã. Em julho de 1875, Cudaiar fugiu para Tasquente, que na altura já estava nas mãos dos russos, na sequência doutra revolta e o trono foi ocupado pelo seu filho Naceradim Cã (Nasruddin Khan ou Nasriddinbek). Pouco tempo depois, Pulat tomou a cidade de Cocande. Em 1876 foi capturado pelos russos e executado. O Canato de Cocande foi abolido em 19 de fevereiro de 1876, abrindo as portas para a anexação pela Rússia do resto da Ásia Central.

## Império Russo
A expansão do Império Russo chegou à região na segunda metade do século XIX. Em 1864 o general Mikhail Cherniaiev obteve uma vitória fulgurante em Shymkent (atualmente no Cazaquistão). Os russos começaram por submeter as tribos nómadas cazaques e em seguida o Emirado de Bucara e o Canato de Quiva. Seguiu-se o que é hoje a parte oriental do Usbequistão, incluindo Tasquente, que foi tomada em 1865. Em 1868, os estados de Quiva e de Bucara (deste último fazia também parte Samarcanda), tornaram-se oficialmente protetorados russos. Esta situação de semi-independência desses estados manteve-se até 1920, quando foram definitivamente extintos. Em 1876 foi a vez do Canato de Cocande ser anexado. Os territórios foram reagrupados numa subdivisão administrativa chamada Governo-Geral do Turquestão, cuja capital foi Tasquente a partir de 1867.
As autoridades czaristas favoreceram a cultura do algodão sobre as culturas agrícolas extensivas tradicionais. A produção de algodão era controlada pelos russos, o que gerou graves conflitos entre a população local e os colonos. Foram também adotadas medidas destinadas a propagar a língua russa nos territórios conquistados. Em 1916 os usbequistaneses revoltaram-se contra a administração russa, mas a rebelião foi severamente reprimida. Por outro lado, a anexação russa também criou novas relações socioculturais, intensas relações comerciais entre os negociantes russos e mercadores usbequistaneses, além do desenvolvimento da educação, indústrias e do caminho de ferro, o que se traduziu num rápido desenvolvimento socioeconómico da região.
A Ferrovia Transcaspiana (ou da Ásia Central), que liga o mar Cáspio à Ásia Central, teve um papel muito relevante no desenvolvimento das áreas anexadas pela Rússia e no seu controlo. O principal objetivo inicial era facilitar as ações do Exército Imperial Russo contra os resistentes contra a ocupação, mas rapidamente ganhou importância para outros fins. Começou a ser construída em 1879, após a anexação do Canato de Cocande, e em 1886 já ia até Mary e Asgabate (atualmente no Turquemenistão). Dois anos depois chegou a Samarcanda via Bucara. A construção abrandou durante algum tempo e só chegou a Tasquente em 1898. Com a abertura em 1906 da Linha Transaral (ou de Tasquente), entre Tasquente e Oremburgo, no limite da Ásia Central Russa, o território usbequistanês passou a estar ligado à rede ferroviária europeia.

## Era soviética

### Génese da nação usbequistanesa moderna
Na sequência da Revolução de Outubro de 1917, os bolcheviques que tinham tomado o poder na Rússia depararam-se com uma resistência feroz dos nacionalistas usbequistaneses (basmachis). Quando a resistência foi reprimida, os comunistas procuraram aliados entre os muçulmanos progressistas, pois deram-se conta que com uma repressão impiedosa se arriscassem a que os muçulmanos do Turquestão apoiassem os russos brancos. No entanto, logo que passou o perigo de novas revoltas, pelo menos um desses líderes muçulmanos aderentes à causa bolchevique, Sultan-Galiev, foi retirado do círculo de poder e excluído do Partido Comunista Soviético. Os bolcheviques estavam seriamente preocupados com o panturanismo (união de todos os povos turcos), o que explica quererem até eliminar o nome de "Turquestão".
Quer como república quer como nação única, o Usbequistão só existe desde 1929, quando a República Socialista Soviética Autónoma do Turquestão foi dissolvida e os seus territórios repartidos entre várias Repúblicas da União Soviética, entre elas a República Socialista Soviética Usbequistanesa (RSS Usbequistanesa). Esta última foi criada em 27 de outubro de 1924, reunindo várias entidades territoriais: uma parte do Turquestão e as repúblicas de Bucara e da Corásmia, sucessoras do Emirado de Bucara e do Canato de Quiva, respetivamente. As cinco repúblicas da Ásia Central nasceram da divisão territorial coordenada pelo então Comissário para as Nacionalidades, Estaline, supostamente baseada na distribuição étnica das populações. Devido a esse critério, foram criados vários enclaves usbeques nos territórios do Quirguistão e do Tajiquistão e vice-versa. Em 1936, a RSS Usbequistanesa foi ampliada com a integração do Oblast Autónomo Caracalpaque, que até aí pertencia à RSS.

### Período estalinista
Em 1928, Estaline ordenou a coletivização das terras em toda a União Soviética, o que esteve na origem do recrudescimento da Revolta Basmachi, que tinha começado em 1916 e foi praticamente suprimida em 1926. De origem essencialmente rural, a revolta duraria até à década de 1940.
Durante os anos de 1937 e 1938, durante a Grande Purga estalinista, vários funcionários estatais e dirigentes comunistas usbequistaneses foram executados, entre os quais o ex-primeiro-ministro Fayzulla Khodzhayev. O islão foi um dos alvos da repressão de Estaline, que tinha como objetivo tornar a União Soviética completamente ateia. A maior parte das mesquitas e madraças foram encerradas, o mesmo acontecendo à maioria das igrejas, vários ativistas muçulmanos foram executados e muitos outros, juntamente com membros do clero muçulmano e cristão, foram enviados para o Gulag.
Durante a Segunda Guerra Mundial, o Usbequistão recebeu centenas de milhares de famílias que foram deslocadas da parte ocidental da URSS, bem como muitos órfãos de guerra, o que acelerou a russificação da república, especialmente da capital Tasquente. Parte das indústrias pesadas da parte europeia da URSS também foi para lá evacuada. Essas fábricas permaneceram no Usbequistão após a guerra, contribuindo para a industrialização da república. Em 1943, a meio da guerra, muitos alemães do Volga e outras minorias alemãs da União Soviética, falsamente acusados de simpatia para com a Alemanha, foram deportados para o Usbequistão e para o Cazaquistão (a maior parte), para que ficassem longe das linhas inimigas.

### Pós-guerra
A luta dos bolcheviques pela emancipação das mulheres usbequistanesas deu frutos: no final da década de 1960, quase nenhuma mulher usava xador e todas as jovens frequentavam escolas públicas da mesma forma que os jovens. O analfabetismo, praticamente total em 1924, foi completamente erradicado nos anos 1950. Com o desenvolvimento da atividade mineira e da monocultura de algodão, dezenas de milhares de operários qualificados de toda a URSS imigraram para o Usbequistão entre as décadas de 1960 e 1980.
Em janeiro de 1966 decorreu em Tasquente a Conferência Indo-Paquistanesa, na qual foi assinado um acordo de paz mediado pelo primeiro-ministro soviético Alexei Kossygin, que definiu os termos da paz depois da Guerra Indo-Paquistanesa de 1965. O primeiro-ministro indiano Lal Bahadur Shastri morreu na cidade no dia 10, a seguir a ter assinado o acordo, oficialmente devido a um ataque cardíaco, mas há alguma especulação sobre se a verdadeira causa da morte não terá sido envenenamento.[carece de fontes?]
A 26 de abril de 1966 a região de Tasquente foi fortemente abalada por um sismo que destruiu grande parte da cidade e deixou mais de 300 000 pessoas sem casa. Após isso, foi empreendido um vasto programa de reconstrução, no qual participaram todas as repúblicas soviéticas. Tasquente passou a ser uma cidade modelo soviética, com avenidas largas, com árvores de sombra plantadas, parques, praças amplas para paradas, fontes, monumentos e muitos hectares de blocos de apartamentos. A reconstrução reforçou uma quarta vaga de imigração russófona, que praticamente não parava desde a época colonial czarista. Tasquente expandiu-se consideravelmente e tornou-se a cidade mais populosa e mais moderna da Ásia Central. Entre os anos 1960 e 1980, a cidade acolheu o prestigiado Festival Internacional de Cinema da Ásia, África e América Latina.

#### Negócio do algodão e o "caso usbequistanês"
Um dos fenómenos mais marcantes da história do Usbequistão nos anos 1960-1980 foi o desenvolvimento intensivo do cultivo de algodão por ordem de Moscovo, no contexto da especialização das repúblicas soviéticas. O objetivo oficial dos planeadores soviéticos era produzir era produzir anualmente seis milhões de toneladas do chamado "ouro branco" usbequistanês. O cumprimento dos objetivos dos planos exigia aumentar freneticamente a produção, desmesuradamente face às terras irrigáveis disponíveis, o que teve um impacto catastrófico na ecologia da região: o uso excessivo de fertilizantes químicos e desfoliantes poluiu os solos e as águas, ao mesmo tempo que drenagem acelerada dos recursos dos rios Amu Dária e Sir Dária para irrigação resultou numa imensa diminuição do mar de Aral onde eles desaguam. A superfície desse mar interior diminuiu para metade em 40 anos e a pesca tornou-se impossível.
Sob a pressão de Moscovo para produzir ainda mais algodão, os dirigentes usbequistaneses desenvolveram um sistema corrupto de falsificação de estatísticas. O chefe do partido e da república da época, Sharof Rashidov, e o genro de de Leonid Brejnev estavam implicados no negócio do algodão imaginário, que ascendia a centenas de milhares de toneladas e subtraía rendimentos em ouro do orçamento do estado usbequistanês e dos principais investidores. Quando esse esquema, que constituiu a maior fraude da história da União Soviética, foi desmascarado no final de 1983, Rachidov morreu de ataque cardíaco.
Não obstante a amplitude do escândalo e da vontade do atual poder usbequistanês de silenciar o seu passado soviético, Rachidov é oficialmente considerado um líder que investiu muito no desenvolvimento da república, como por exemplo vários empreendimentos arquitetónicos de grande escala e o sumptuoso metropolitano de Tasquente, e que conseguiu obter alguma autonomia em relação a Moscovo através dum jogo subtil de influências e usando as falhas do aparelho soviético em benefício do Usbequistão.
Depois do escândalo do algodão de 1983, foram levantadas por Moscovo sérias acusações a todo o establishment usbequistanês, após uma investigação federal de grande envergadura liderada pelos investigadores antifraude Gdlian e Ivanov, que ficou conhecida como o "Caso Usbequistanês". Como resultado, quase todos membros do aparelho estatal usbequistanês foram substituídos e alguns deles foram mesmo mesmo presos. O controle direto de Moscovo foi reforçado, especialmente durante o mandato de Iúri Andropov. Os líderes usbequistaneses sucederam-se um após outro até 1990, pois Moscovo não queria dar-lhes tempo para desenvolverem possíveis novas estruturas de corrupção e redes familiares. Inomjon Usmonxoʻjayev, Salimov, Nishonov, Khabibullaev e Ibragimov foram governantes efémeros do aparelho estatal usbequistanês nesse período.

#### Pogromsdos turcos mesquécios
Em junho de 1989, em plena Perestroika, confrontos violentos no vale de Fergana degeneraram em verdadeiros pogroms contras a comunidade de turcos mesquécios, que tinham sido deportados da Geórgia em 1944 por ordem de Estaline. Sabe-se pouco sobre a origem dos pogroms. Podem ter sido uma consequência da ascensão do nacionalismo usbequistanês ou uma conflagração dramática de confrontos interétnicos que ocorreram em toda a URSS no final dos anos 1990. Cerca de 40 000 mesquécios fugiram do Usbequistão, dos quais 15 000 foram recebidos como refugiados na Rússia. Os restantes refugiaram-se sobretudo no Azerbaijão e na Ucrânia. Apenas alguns milhares de mesquécios permaneceram no Usbequistão.

#### Pré-dissolução da União Soviética
Quando as tendências centrífugas por parte das diversas repúblicas soviéticas se começaram a fazer sentir, na sequência da liberalização política trazida pela Perestroika e pela Glasnost de Mikhail Gorbatchov, o Usbequistão foi um defensor acérrimo da manutenção da URSS. Para isso contribuiu o facto da república beneficiar de subsídios significativos por parte do governo central, na ordem de vários milhares de milhões de rublos anualmente, justificados pela sua economia estar muito dependente do setor primário devido à especialização imposta pelo planeamento económico centralizado soviético. No referendo sobre a manutenção da URSS organizado por Gorbatchov em 1991, a esmagadora maioria da população do Usbequistão votou "sim".
Após as negociações que se seguiram, nove das quinze repúblicas da URSS, entre as quais o Usbequistão, aceitaram um novo tratado constituinte da URSS, cujo nome deveria passar a ser União das Repúblicas Soberanas Soviéticas, que as tornaria soberanas no seio duma federação que disporia dum dum presidente e duma política comum de relações exteriores e militares. O tratado deveria ser assinado a 20 de agosto de 1991, mas as reticências da Ucrânia e o Putsch de Moscovo, em relação ao qual a liderança usbequistanesa adotou uma atitude de "esperar para ver", condenou-o ao fracasso. Subsequentemente, a Rússia declarou a supremacia das leis russas sobre as leis soviéticas. Antecipando o desmembramento do que ainda restava da URSS, o Soviete Supremo da RSS Usbequistanesa declarou a independência do país em 31 de agosto de 1991 (comemorada a 1 de setembro), posteriormente ratificado por um novo referendo no qual a esmagadora maioria votou desta vez pela independência.

## Pós-independência
Durante os primeiros anos após a independência, os estado usbequistanês consolidou-se sob uma apertada tutela presidencial. O novo país reforçou a sua presença na cena internacional, abriu ligações aéreas diretas com vários países, empreendeu grandes obras de reconstrução urbana e rodoviária e adotou medidas para atrair investidores estrangeiros. Contudo, a abertura de fronteiras causou a emigração em massa de mão de obra qualificada de língua russa.[carece de fontes?] Além disso, há movimentos separatistas no Caracalpaquistão desde 1990.
A 21 de dezembro de 1991 o Usbequistão tornou-se membro da Comunidade dos Estados Independentes (Tratado de Almati), que reagrupou doze das antigas quinze repúblicas soviéticas. A 2 de março de 1992 o pís obteve um lugar na ONU e tornou-se membro da UNESCO. A 27 de janeiro aderiu à Comunidade Económica Eurasiática (antecessora da União Económica Eurasiática).

### Presidência de Karimov
Desde a independência que o regime político do Usbequistão é fortemente presidencialista, se não mesmo autoritário. Desde a independência até 2016, a presidência foi ocupada por Islam Karimov, que morreu no cargo. Karimov foi um alto dirigente do Partido Comunista, do qual foi primeiro secretário desde 1989, foi ministro e vice-primeiro-ministro na década de 1980 e estava na presidência da república quando foi declarada a independência. Em 1991 fundou o Partido Democrático Popular, cuja fundação foi, na prática, a mudança de nome do Partido Comunista. Durante o reinado de Karimov, todos os partidos foram interditos, inclusivamente os mais moderados (os mais influentes eram, na década 2000, o Erk ["Vontade"] e o Birlik [Unidade]), e as correntes dissidentes, ainda que levemente, foram reprimidas, principalmente as de caráter islâmico. Os meios de comunicação social e todos os aspetos da vida social, político-económica e até cultural estiveram sob estreita supervisão e censura por parte do aparelho de Estado.
As eleições legislativas de dezembro de 2004, vivamente contestadas pelos vinte observadores da Organização para a Segurança e Cooperação na Europa (OSCE) permitiram ao presidente prolongar o seu mandato. Karimov foi reeleito quatro anos depois para um mandato de sete anos e apesar da constituição não permitir mais do que dois mandatos consecutivos, através dum jogo subtil de interpretações enviesadas, assegurou o seu lugar à frente do Usbequistão durante mais de 26 anos, até à sua morte em 2 de dezembro de 2016.
Após a morte de Karimov, o cargo de presidente foi ocupado interinamente por Nigʻmatilla Yoʻldoshev, então presidente do senado, durante seis dias. Por sugestão de Yoʻldoshev, o primeiro-ministro Shavkat Mirzioev foi eleito pelo senado como presidente interino, cargo que assumiu a 8 de setembro de 2016. Mirziyayev, muito próximo de Karimov e nomeado por este primeiro-ministro em 2003, foi eleito presidente em dezembro. Em outubro de 2020 ainda era presidente.

### Reformas económicas
Desde a independência que o presidente Karimov adotou uma estratégia de reformas económicas graduais destinadas, em particular, a alcançar a autossuficiência energética e alimentar do país e a atrair investimento estrangeiro. Essa estratégia teve pelo menos um efeito: algumas empresas locais assinaram contratos de joint venture com parceiros estrangeiros. Entre as joint ventures mais importantes estão uma para montagem de automóveis da coreana Daewoo e outra para fabrico de tratores agrícolas com a americana Case. Apesar disso, o crescimento económico continuou sujeito às flutuações regulares das matérias-primas das quais o país depende fortemente. Dependente das receitas de exportação, que representam mais de 40% do produto interno bruto do país (maioritariamente algodão e ouro), o desenvolvimento da economia usbeque foi dificultado pelos resultados mistos das colheitas de algodão, de que o Usbequistão é o quarto produtor mundial.
Além disso, sem uma verdadeira estratégia de reformas, as autoridades usbequistanesas acumularam vários erros, como a recusa da convertibilidade da moeda nacional até 2003, o que causou atritos com o Fundo Monetário Internacional, e ações restritivas e intervencionistas contra as pequenas e médias empresas, que provocaram a estagnação da iniciativa privada. Só pequeno comércio ambulante e as empresas com o direitos privilegiados para fazerem importações conseguiram prosperar, enquanto que a generalidade do tecido económico na prática permaneceu estatal ou sob forte controlo do Estado. Na realidade, o governo retardou a liberalização da economia e as privatizações por recear as consequências no ambiente social, já gravemente degradado (no início da década de 2000 27% vivia abaixo do limiar de pobreza e o rendimento médio diminuiu a partir de 1997), e para proteger os interesses de alguns agentes económicos influentes, próximos das elites no poder. A ofensiva contra a economia informal, iniciada no verão de 2004, causou grande agitação social.

### Terrorismo islâmico
A repressão exercida pelas autoridades usbequistanesas sobre todos os movimentos islâmicos potenciou que as correntes extremistas entrassem em ação. Em 16 de fevereiro de 1999 houve seis explosões, incluindo uma em frente ao parlamento, pouco antes da chegada do presidente Islam Karimov. As bombas mataram 16 pessoas, feriram 130 e danificaram gravemente alguns edifícios do governo e a sede do Banco Nacional do Usbequistão (NBU). As autoridades viram o atentado como um ataque dirigido ao presidente e acusaram as forças islâmicas. Em 2004 ocorreram mais dois atos terroristas em Tasquente, atribuídos ao movimento islâmico Hizb ut-Tahrir ("Partido da Libertação") — no final de março houve uma explosão contra a polícia ocorreu no Bazar Chorsu e no fim de julho ocorreram vários ataques suicidas simultâneos contra as embaixadas dos Estados Unidos e de Israel. Após isso, a polícia (militsia) reforçou consideravelmente a sua presença e os controlos policiais foram intensificados em locais populares e na saída da cidade. O clima político voltou ao normal e as eleições legislativas de 26 de dezembro de 2004 e de 9 de janeiro de 2005 decorreram de forma pacífica e sem incidentes.
Os movimentos islâmicos radicais são representados pelo Movimento Islâmico do Usbequistão (em usbeque: Oʻzbekiston islomiy harakati), fundado em 1997, que está incluído na lista de organizações terroristas de muitos países; o Akromiylar, um ramo radical do Hizb ut-Tahrir, que defende o retorno a um governo islâmico estrito e a refundação do califado.

### Repressão em Andijã
A 13 de maio de 2005 um grupo de homens armados tomaram de assalto uma prisão em Andijã para libertarem centenas de pessoas, entre elas 23 empresários acusados de terrorismo islâmico. Seguidamente tomaram de assalto a sede do governo municipal local e instalaram uma tribuna onde vários residentes locais falaram e criticaram o governo e os serviços de segurança pelas pressões que exerciam. As autoridades enviaram tropas do exército para reprimir a insurreição, que abriram fogo contra uma manifestação pacifista, um incidente que ficou conhecido como o massacre de Andijã. Embora as autoridades contestassem esta versão dos acontecimentos, que classificaram como uma tentativa de desestabilização, e afirmassem ter havido 187 mortos, algumas organizações não governamentais (ONGs) como o Comité Internacional da Cruz Vermelha, relataram 500 a 1000 mortos. Este incidente levou várias organizações de defesa da liberdade de imprensa e dos direitos humanos a dar sinal de alarme sobre esses eventos e a exortar a comunidade internacional a agir.
A 14 de novembro de 2005, os 15 réus acusados dos assaltos foram condenados a penas de prisão de 14 a 20 anos. Vários observadores internacionais e ONG's, nomeadamente a Human Rights Watch, reiteraram suas acusações de justiça encenada e da utilização de tortura para obter confissões aos acusados.[carece de fontes?] Uns dias antes do veredito, relatores da ONU tinham manifestado sérias reservas à forma como estava a decorrer o julgamento, as quais forma subscritas pela União Europeia (UE) poucos dias depois do veredito. A UE sugeriu formalmente a realização dum inquérito internacional aquilo que chamou "graves violações dos direitos humanos cometidos pelo exército e pelas forças de segurança do Usbequistão durante a repressão das manifestações". Mais tarde, a UE interditou a permanência e entrada no seu território a vários altos funcionários usbequistaneses por um ano, incluindo os ministros do Interior e da Defesa, que foram acusados de ser diretamente responsáveis pelo massacre de Andijã.[carece de fontes?]

### Relações com os Estados Unidos e a Rússia
Pouco depois dos ataques de 11 de setembro de 2001, o presidente Islam Karimov aceitou apoiar os Estados Unidos na sua "Guerra ao Terror" e que o seu país servisse de base de retaguarda  às operações da Guerra do Afeganistão. Algumas instalações militares usbequistanesas, nomeadamente a base aérea K2 em Xonobod, na província de Andijã, foram usadas pela coligação. Nesse período, o governo usbequistanês beneficiou da cooperação económica e militar dos Estados Unidos.
Porém, no final de 2002, Tasquente  começou a ressentir-se da sua dependência excessiva em vários campos, resultante do estabelecimento de instalações militares americanas em solo usbequistanês. Após os incidentes de Andijã, os estados ocidentais e várias organizações de direitos humanos lançaram uma grande guerra na mediática contra o governo do Usbequistão, exigindo aumentando a pressão económica e política sobre o regime em vigor.
Na sequência da degradação das relações e da exfiltração de mais de 40 refugiados usbequistaneses pela ONU a partir de bases americanas, a 30 de julho de 2005 Tasquente reagiu encerrando as bases militares americanas no seu território, reorientando sua política externa em direção à Rússia, que se absteve de comentar a repressão sangrenta em Andijã, aderindo à Comunidade Económica Eurasiática, uma organização sob a égide de Moscovo. No entanto, no final de 2008, o país suspendeu sua filiação naquela organização, o que foi entendido como um sinal de um certo distanciamento em relação à Rússia. Em agosto de 2006, o Usbequsitão aderiu também à Organização do Tratado de Segurança Coletiva, outro organismo internacional sob a égide de Moscovo.

### Relações com os países vizinhos
As relações com os vizinhos da Ásia Central permanecem tensas desde a independência devido a disputas históricas, económicas e políticas, como a demarcação de fronteiras, particularmente no vale de Fergana. Em fevereiro de 1999, grupos islâmicos do Tajiquistão causaram distúrbios e 16 mortos em Tasquente. Um encontro em novembro de 2004, entre o presidente Karimov e seu homólogo do Turquemenistão, Saparmyrat Nyýazow, possibilitou a retomada de um diálogo que estava estagnado desde 2002. Tanto o Usbequistão como o Cazaquistão aspiram à liderança regional e por vezes as relações são tensas com os vizinhos Tajiquistão e Quirguistão.
Tasquente sempre cultivou relações estreitas com os usbeques no Afeganistão, país com o qual tem relações estreiras, e participa com o Irão em projetos rodoviários, nomeadamente na estrada entre Bandar Abbas, no golfo Pérsico e Termez, passando por Mazar-e Sharif. Tasquente também é mebro da Organização para Cooperação de Xangai, uma organização predominantemente de segurança (coordenação da luta contra o terrorismo e vigilância de fronteiras), que reúne os países da Ásia Central (à exceção do Turquemenistão), Rússia e China. O centro regional de contraterrorismo foi inaugurado em Tasquente em janeiro de 2004.